# Браян Філліпс (плавець)
Браян Філліпс (англ. Brian Phillips, 30 березня 1954) — канадський плавець.
Учасник Олімпійських Ігор 1972 року.
Призер Чемпіонату світу з водних видів спорту 1973 року.
Переможець Ігор Співдружності 1974 року.
Призер Панамериканських ігор 1971 року.